# دمسيسة روثانية
دمسيسة روثانية أو أمبروزية روثانية (الاسم العلمي: Ambrosia salsola) هي نوع من النباتات تتبع جنس الدمسيسة من الفصيلة النجمية.